# Fokker D.IV
Fokker D.IV là một loại máy bay tiêm kích hai tầng cánh của Đế quốc Đức trong Chiến tranh thế giới I.

## Quốc gia sử dụng
German Empire
 Thụy Điển
- Không quân Thụy Điển

## Tính năng kỹ chiến thuật
Đặc điểm tổng quát
- Kíp lái: 1
- Chiều dài: 6.30 m (21 ft 0 in)
- Sải cánh: 9.70 m (31 ft 10 in)
- Chiều cao: 2.75 m (9 ft 0 in)
- Diện tích cánh: 21.0 m2 (226 ft2)
- Trọng lượng rỗng: 606 kg (1.336 lb)
- Trọng lượng có tải: 840 kg (1.852 lb)
- Powerplant: 1 × Mercedes D.III, 120 kW (160 hp)

Hiệu suất bay
- Vận tốc cực đại: 100 km/h (62[2] mph)
- Tầm bay: 220 km (137 dặm)
- Vận tốc lên cao: 5,6 m/s (1.100 ft/phút)

Vũ khí trang bị
- 2 × súng máy LMG 08/15 7,92 mm (.312 in)